# Clovis al II-lea
Clovis al II-lea, cunoscut și sub numele de „Leneșul” (n. 635 d.Hr. – d. 27 noiembrie 657 d.Hr., Saint-Denis⁠(d), Île-de-France, Franța), a fost rege al francilor din Neustria și Burgundia de la 639 până la moartea sa.

## Biografie

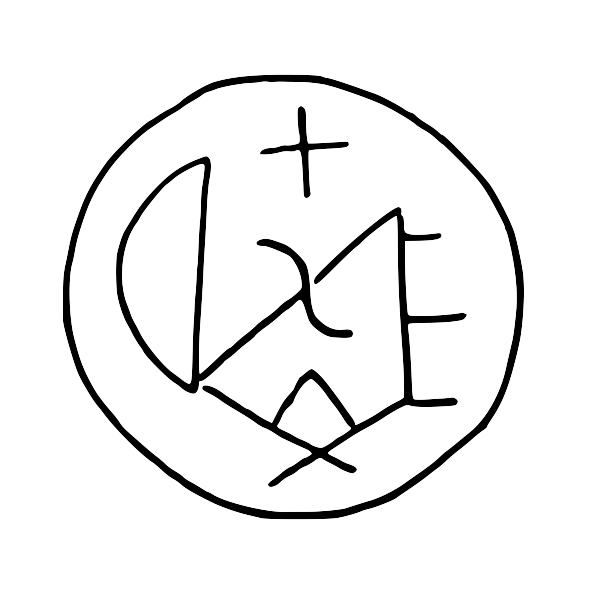
Monograma regelui [CLODOVICUS ?], conform lui Heli Roosens și Arsène Geubel, bazată pe un inel sigilar din secolul al VII-lea. Conform lui Patrick Périn și Hartmut Atsma, monograma aparține de fapt mamei sale, Nanthilde [NANTEC/H/ILDIS ?].

Clovis al II-lea urcă pe tron la moartea tatălui său, Dagobert I, în 639. Avea patru ani, iar mama sa, Nantilde, a asigurat regența până la moartea ei în 642. Restul domniei lui Clovis al II-lea se desfășoară sub influența majordomilor palatului din Neustria, Ega și Erchinoald (sau Archambaud). Reședința regală era atunci la Clichy.
În 649, Clovis al II-lea se căsătorește cu o sclavă anglo-saxonă numită Bathilde (626-680). Cumpărată din York de către maiorul palatului Erchinoald, ea este adusă în regatul francilor pentru a se căsători cu Clovis al II-lea. Din această uniune se nasc trei fii:
- Chlothar al III-lea (652-673), care îl succede pe tatăl său ca rege al Neustriei și Burgundiei (657-673);
- Childéric al II-lea (653-675), care devine rege al Austrasiei la moartea lui Childebert cel Adoptat (662-673), apoi rege al întregilor franci la moartea fratelui său mai mare Clotaire al III-lea (673-675);
- Theuderic al III-lea (654-691), care devine rege al Neustriei și Burgundiei la moartea fratelui său Clotaire al III-lea în 673. Fratele său mai mare, Childéric al II-lea, îl detronizează puțin timp după aceea. El redevine rege al Neustriei și Burgundiei la moartea lui Childéric al II-lea (675-679), apoi rege al întregilor franci la moartea verișorului său Dagobert al II-lea (679-691).

Clovis al II-lea moare, la 31 octombrie 657, la vârsta de 22 de ani, după 18 ani de domnie.

## Mormânt

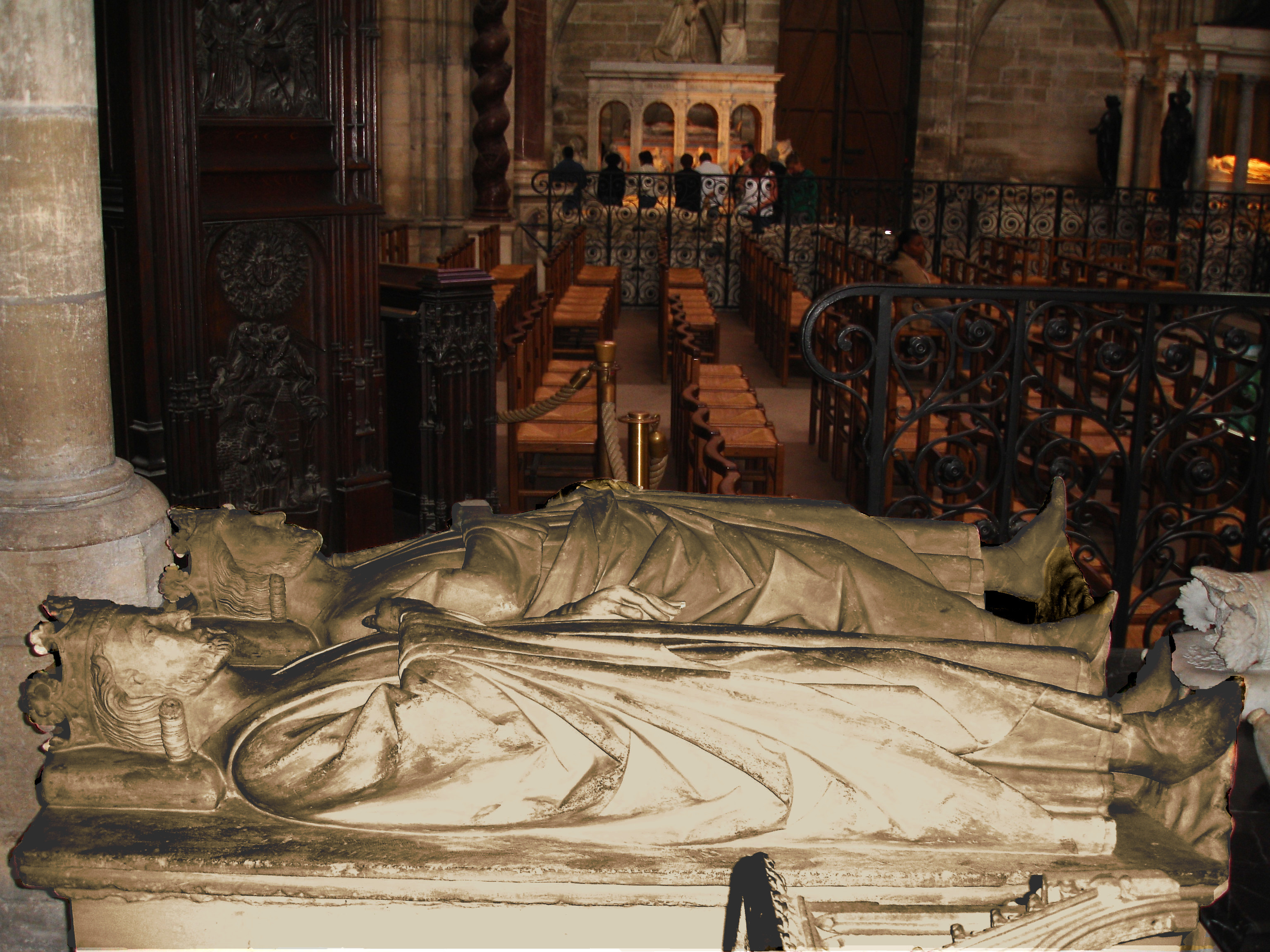
Statui înclinate ale lui Clovis al II-lea (primul plan) și Carol Martel (al doilea plan) la bazilica Saint-Denis (secolul al XIII-lea).

El este înmormântat la Catedrala din Saint-Denis, lângă tatăl său, Dagobert I. Mormântul său este unul dintre cele șaisprezece morminte pe care Ludovic al IX-lea a făcut să fie căutate în 1264 pentru a afirma continuitatea liniei Capetienilor. Prin urmare, statuia funerară a sa împarte un stil similar cu cel al regilor dintr-o epocă diferită. Această statuie funerară este singurul vestigiu al mormântului profanat în 1793.

## Legendă
Potrivit legendei "énervés de Jumièges", doi fii ai lui Clovis al II-lea s-ar fi revoltat împotriva tatălui lor în timpul unui pelerinaj a acestuia în Țara Sfântă. La întoarcerea sa, Clovis al II-lea i-ar fi învins și le-ar fi ars nervii din picioare. Cei doi frați ar fi intrat apoi în viața religioasă la Abația Saint-Pierre de Jumièges, care ar fi fost bogat dotată de Clovis și Bathilde din acest motiv. Această legendă nu are niciun fundament istoric: de fapt, Clovis al II-lea nu a plecat niciodată în Țara Sfântă. În plus, el a murit la o vârstă la care fiii săi erau prea tineri pentru a se ridica împotriva lui.